# Ladrones de coches
Ladrones de coches est une bande dessinée espagnole illustrée par Francisco Ibáñez, appartenant à la franchise Mortadel et Filémon, éditée en 1980.

## Synopsis
Chaque jour, il y a de plus en plus de vols de voitures dans la ville et ces derniers temps, la situation est alarmante. Mortadel et Filémon doivent mettre fin à cette vague de vols.